# 赫尼西设计改装公司

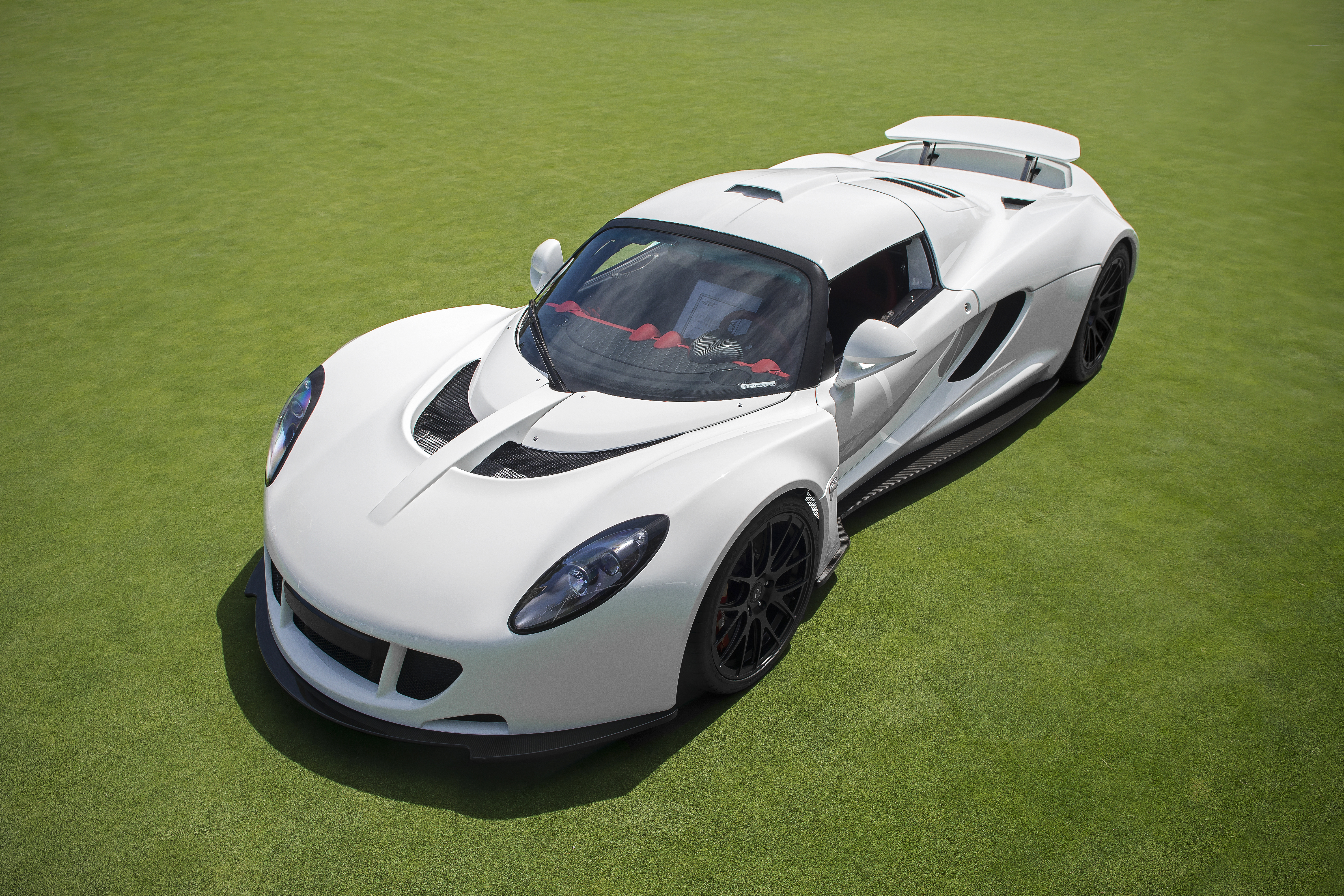
Hennessey Venom GT，原型是莲花Exige

赫尼西设计改装公司（Hennessey Performance Engineering）是一家美国得克萨斯州西利的跑车制造商。除了制造Venom超级跑车外，该公司也改装其他品牌汽车。2008年，该公司成立培训汽车性能调整师的“Tuner School”。